# Trichopria compressa
Trichopria compressa är en stekelart som först beskrevs av Thomson 1858.  Trichopria compressa ingår i släktet Trichopria, och familjen hyllhornsteklar. Arten är reproducerande i Sverige.